# Manuel Antonio Gamboa
Manuel Antonio Gamboa (nacido el 5 de febrero de 1999 en la Meteti, Darien) es un futbolista panameño que juega como defensa central, en el Antigua GFC de la Liga Nacional de Guatemala.

## Trayectoria

### CD Universitario
Se formó en la cantera del Club Deportivo Universitario y su debut profesional en la Primera División de Panamá el 2 de febrero de 2019 en la victoria 0 a 3 contra el Alianza FC en el Estadio Luis Ernesto Cascarita Tapia, saliendo de titular jugando todo el partido. En el Torneo Clausura 2019 jugó 11 partidos y anotó 1 gol llegando hasta los playoff, en el Torneo Apertura 2019 jugó 8 partidos, en el Torneo Apertura 2020 jugó 1 partido debido al que el torneo se suspendido por el COVID 19.

### CD Plaza Amador
Fue anunciado como nuevo jugador del CD Plaza Amador a mitad del 2020. Debutó con el contra su exclub Club Deportivo Universitario el 25 de octubre de 2020 en el empate 0 a 0 en el Estadio Virgilio Tejeira Andrión. En el Torneo Clausura 2020 jugó 9 partidos llegando hasta los playoff Salió campeón con el club del Torneo Apertura 2021, en donde jugó 17 partidos anotó 4 goles, uno en la final, jugó 2 partidos en la Liga Concacaf 2021, en el Torneo Clausura 2021 jugó 15 partidos y anotó 1 gol llegando hasta los playoff.

### Comunicaciones FC
El 17 de enero de 2022 fue anunciado como nuevo jugador del Comunicaciones FC. Debutó con el club el 2 de enero de 2022 en un clásico guatemalteco contra el CSD Municipal en la derrota 2 a 0 en el Estadio Manuel Felipe Carrera entrando al minuto 60. Jugó con el club la Liga de Campeones de la Concacaf 2022 en donde disputó 3 partidos y anotó 1 gol. Salió campeón con el club del Torneo Clausura 2022 en donde jugó 14 partidos y anotó 1 gol. Se despidió del club el 4 de junio de 2023 ya que se terminó su cesión con el club.

### CD Plaza Amador
Regresó de la cesión del Comunicaciones FC a mitad del 2022. Después de su regreso de la cesión disputó su primer partido el 24 de julio de 2022 en la victoria 1 a 2 contra el CD Árabe Unido en el Estadio Armando Dely Valdés, saliendo de titular y jugando todo el partido. En el Torneo Clausura 2022 jugó 12 partidos y anotó 1 gol llegando hasta los playoff, en el Torneo Apertura 2023 jugó 17 partidos llegando hasta la semifinales.

### Deportivo Xinabajul
El 16 de junio de 2023 fue anunciado como nuevo jugador del Deportivo Xinabajul. Debutó con el club el 6 de agosto de 2023 en el empate 1 a 1 contra el Club Social y Deportivo Coatepeque en el Estadio Los Cuchumatanes en donde fue titular y jugó hasta el minuto el minuto 78 por que le sacaron doble amarilla, en el Torneo Apertura 2023 jugó 11 partidos y anotó 2 goles.

### Antigua GFC
El 2 de diciembre de 2023 fue anunciado como nuevo jugador del Antigua GFC. Debutó con el club el 19 de enero de 2024 en la victoria 2 a 0 contra el Deportivo Achuapa en el Estadio Pensativo en donde fue titular y jugó todo el partido anotando el primer gol del partido.

## Selección nacional

### Categorías inferiores
Ha sido convocado por la selección sub-20 de Panamá para disputar el Campeonato Sub-20 de la Concacaf de 2018 en donde jugó 5 partidos quedando en tercer lugar y la Copa Mundial de Fútbol Sub-20 de 2019 en donde jugó 1 partido llegando hasta los octavos de final.

### Selección absoluta
Su debut con la selección absoluta fue en un partido amistoso en la derrota 5 a 0 contra Uruguay en el Estadio Centenario en Uruguay en donde fue titular y jugó todo el partido.

### Participaciones en selección nacional
| Copa                     | Categoría | Sede           | Resultado        | Partidos | Goles |
| ------------------------ | --------- | -------------- | ---------------- | -------- | ----- |
| Campeonato Sub-20 2018   | Sub-20    | Estados Unidos | Tercer lugar     | 5        | 0     |
| Copa Mundial Sub-20 2019 | Sub-20    | Polonia        | Octavos de final | 1        | 0     |

## Clubes
| Club                | País      | Año         |
| ------------------- | --------- | ----------- |
| CD Universitario    | Panamá    | 2019 - 2020 |
| CD Plaza Amador     | Panamá    | 2020 - 2021 |
| Comunicaciones FC   | Guatemala | 2022        |
| CD Plaza Amador     | Panamá    | 2022 - 2023 |
| Deportivo Xinabajul | Guatemala | 2023        |
| Antigua GFC         | Guatemala | 2024 - act. |

## Palmarés

### Títulos nacionales
| Título           | Club              | País      | Año    |
| ---------------- | ----------------- | --------- | ------ |
| Primera División | CD Plaza Amador   | Panamá    | 2021-A |
| Liga Nacional    | Comunicaciones FC | Guatemala | 2022-C |